# Озаани
Озаани (груз. ოზაანი) — село в Грузии. Находится в Дедоплисцкаройском муниципалитете края Кахетия. Расположено на юго-восточных склонах Гомборского хребта, на высоте 420 м над уровнем моря. Является центром сельского сакребуло. Расстояние до Дедоплис-Цкаро — 18 км. По результатам переписи 2014 года в селе проживало 833 человека, из них большинство грузины. В селе находится Храм Вознесения.

## Интересные факты
В селе часто останавливался знаменитый грузинский художник Нико Пиросмани. Недавно стало известно, что расписанная дверь в одном из винных погребов села Озаани является его творением. Дверь была выставлена владельцем погреба на продажу. Позже она попала в коллекцию Государственного музея искусств Грузии.